# Athame

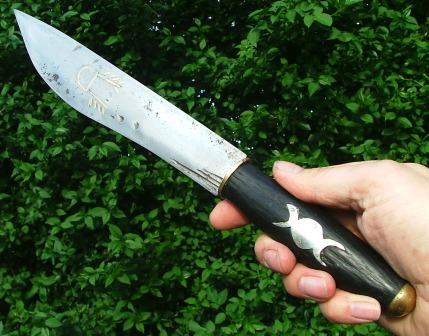
Athame

Athame eller Athamé är en tvåeggad dolk, ofta med mörkt handtag, som används i olika ritualer och symbolhandlingar inom wiccanska grupper, kallade coven. Den tros rikta energier. Den används inte till att fysiskt skära till exempel rep, frukt eller örter (vilket ofta förekommer vid ceremonier) utan då används en kniv kallad boline, som har ljust handtag.
Ordet har gjorts känt av Gerald Gardner och den nyhedniska rörelsen efter mitten av 1900-talet, men kan förmodligen härledas från det medeltidslatinska ordet artavus (pennkniv) via mellanliggande franska ordformer (artany, arthame) förekommande om en ceremoniell dolk i grimoiren "Salomos nyckel".